# Színházi nevelés
A színházi nevelés a drámapedagógiai tevékenység azon ága, melyben más dramatikus tevékenységformáktól eltérően nagyobb teret kap a színházi formanyelv alkalmazása. Magyar nyelven is alkalmazott angol rövidítése az angol Theatre in Education elnevezés után: TIE.
(A színházi nevelésnek  - TIE - ebben a szócikkben ismertetett irányzata semmilyen rokonságban nem áll a magyarországi közművelődési-pedagógiai gyakorlatban régóta ismert rendhagyó irodalmi órákkal, melyeknek egyik megvalósulási formája a Versszínház a Suliban programsorozat. A hasonló tevékenységek során előadóművészek alkotói életpályákat, vagy korszakokat, vagy műveket mutatnak be, többnyire tantermi környezetben. Például: Turek Miklós Versszínháza József Attila, Radnóti Miklós, Faludy György, illetve Petőfi Sándor verseivel mutatja be a szerzők korának érzéseit, történelmi folyamatait és a művészek életét.) 

A színházi nevelési programok esetében a színház minden esetben eszköz, azaz mindig alárendelt annak a témának, amelynek megértésében változást kívánnak elérni a társulatok. A színház eszköz-funkciója ugyanakkor nem jelenti a művészi minőség iránti igény feladását.
Az első TIE-társulat 1965-ben kezdte meg működését, Coventry város Belgrade nevű színházán belül. Az ezredforduló környékéről származó információ szerint a világ több mint húsz országában működnek ilyen társulatok.
Hazánkban jelenleg két hivatásos, állandó TIE-társulat működik. 1992-ben kezdte meg munkáját az első magyarországi társulat, a Kerekasztal Színházi Nevelési Központ , Kaposi László vezetésével. Másodikként a Káva Színházi Nevelési Csoport (később: Káva Kulturális Műhely) jött létre, tagjai a Kerekasztalból váltak ki 1997-ben. Ezek mellett Magyarországon több alkalmi, illetve nem hivatásos módon szerveződő TIE-társulat is működik.
A TIE-társulatok tagjai általában színházi és pedagógiai gyakorlattal egyaránt rendelkező szakemberek, úgynevezett színész-tanárok. A TIE-társulatok nem egyetlen, általuk jól ismert osztálynak vagy iskolai csoportnak, hanem mindig valamely meghatározott korosztálynak készítik foglalkozásaikat; többnyire számukra ismeretlen közösségeknek, csoportoknak tartják azokat, s így csak az általános életkori jellemzők figyelembe vételével készülhetnek fel programjaik kivitelezésére. 
A foglalkozások helye az angliai gyakorlatban többnyire az iskola valamelyik (méreteivel és technikai felszereltségével is megfelelő lehetőségeket biztosító) terme, de ha a társulatnak van saját épülete vagy terme, akkor gyakori, hogy az iskolai osztályok mennek be a színházba. Nálunk a közművelődési intézmények adnak színházilag is használható teret a hivatásos társulatoknak, továbbá a magyar iskoláknak elvétve van a színházi neveléshez megfelelő, technikailag is jól felszerelt terme, éppen ezért az "iskola megy a színházi nevelési társulathoz" működési rend terjedt el.
A hazai gyakorlatban a programok általában 3-4 óra időtartamúak. A foglalkozások minden esetben díjtalanok a részt vevő gyerekek, fiatalok számára – ez hozzá tartozik a TIE filozófiájához.
Bővebben:
KAPOSI L. (szerk.): Színház és dráma a tanításban (Theatre in Education – szöveggyűjtemény), Kerekasztal Színházi Nevelési Központ – Magyar Drámapedagógiai Társaság – Marczibányi Téri Művelődési Központ, Budapest, 1995
Drámapedagógiai Magazin több száma
Színházi Nevelési Társulatok Országos Hálózata
Kerekasztal Színházi Nevelési Központ
Káva Kulturális Műhely
A színházi nevelés tágabb kontextusba helyezve részét képezi a színházpedagógiának. A színházpedagógia fogalma, illetve maga az elnevezés egyre ismertebb Magyarországon. Minden olyan próbálkozást magába foglal, amely a színháznak, a dramatikus tevékenységnek legalább egyes elemeit alkalmazza iskolai vagy azon kívüli környezetben, gyerekek, fiatalok vagy éppen felnőttek körében avégett, hogy a színházzal a világot, vagy magát a színházat mint művészeti területet tanítsa. A színházpedagógia gyakorlata nagyon sok, formailag különböző tevékenységet foglal magába, mint például a következők is: előadás közben tartott foglalkozás, előadás + előkészítő és/vagy feldolgozó foglalkozás, beavató színház, osztálytermi színházi előadás, komplex csomag, többalkalmas találkozás (nem előadáshoz, hanem színházhoz kötött) kiegészítő programok a színház működésén belül. Az említettek mellett ide sorolhatók az alábbiakban ismertetésre kerülő rendhagyó irodalmi órák is. 

## Színház a suliban
Turek Miklós Versszínházi produkciója visszatérő vendége a magyarországi középiskolák irodalom- és történelemóráinak. A Németországot, Kanadát és az Egyesült Államokat is megjárt produkciók több mint százhúsz alkalommal kerültek eddig színpadra. A rendhagyó tanórákra nyitott intézmények általában pályázat, vagy alapítványi támogatás segítségével szervezik meg az előadásokat. A rendezvények közönsége a végzős, illetve az irodalom és a színház irányában nyitott tanulókból, valamint azon osztályokból áll, amelyek a tananyagban épp az előadásban feldolgozott költővel foglalkoznak.

### Jelenetképek az Árny az árnyban című iskolai produkcióból

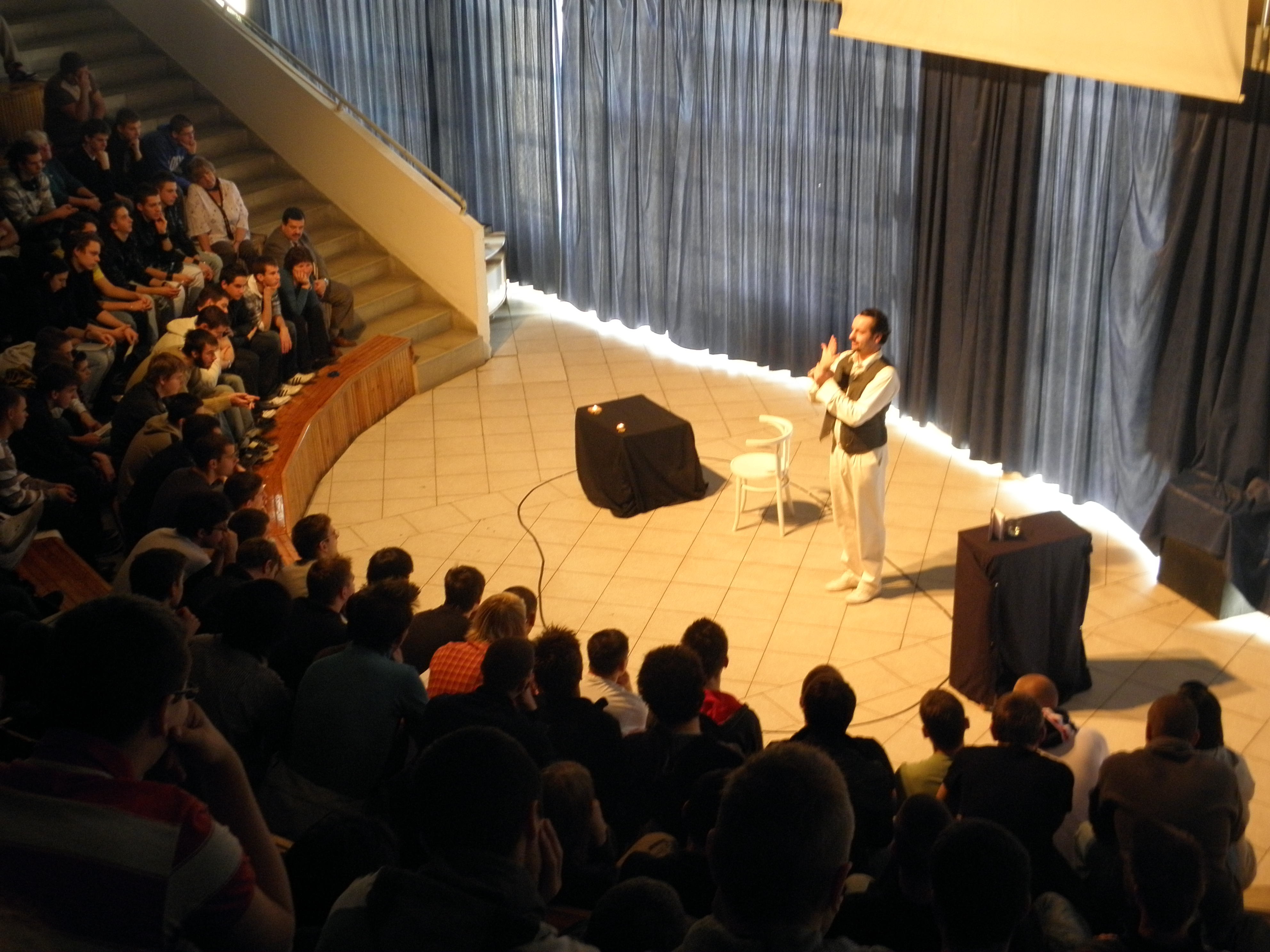
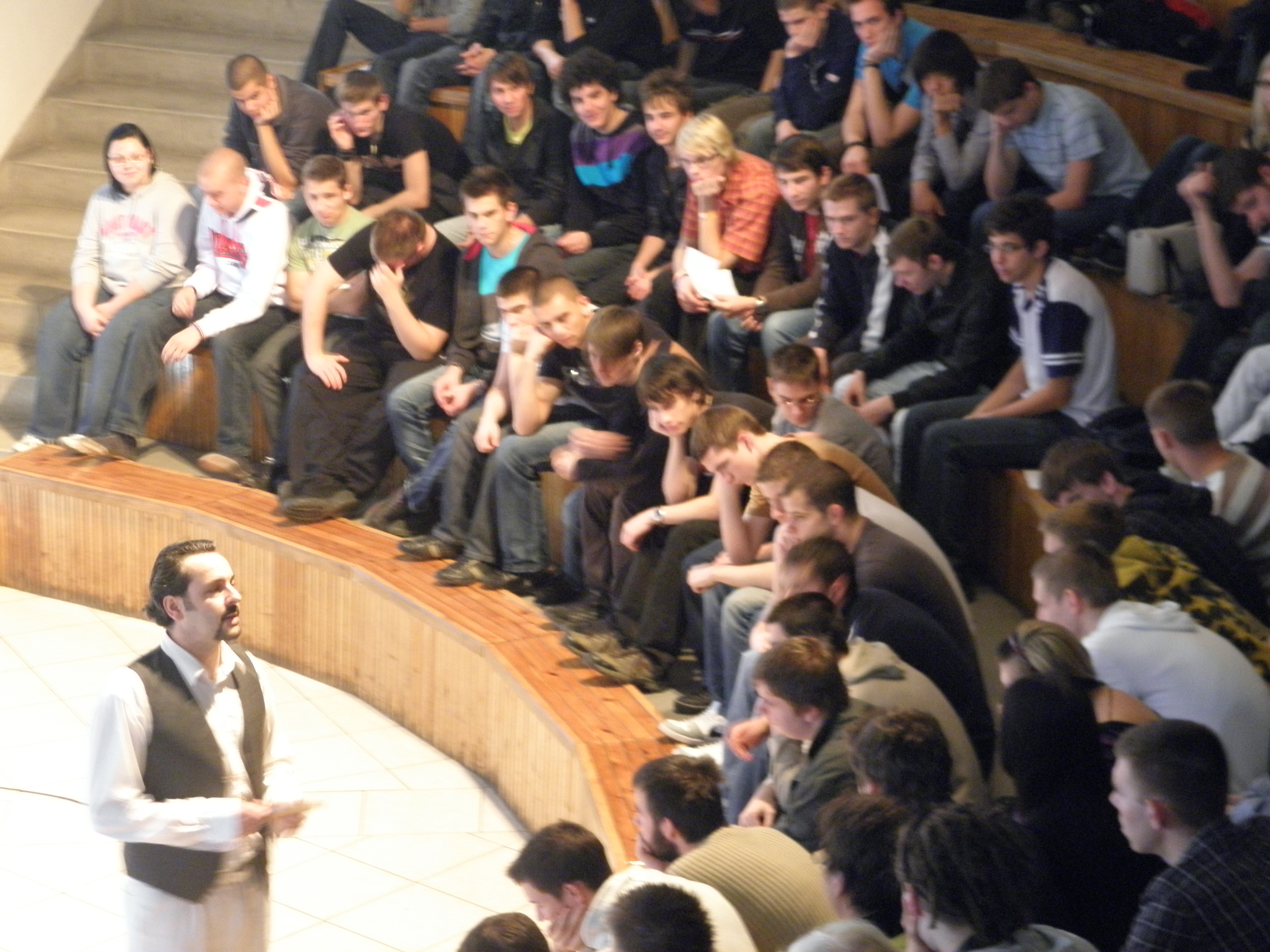
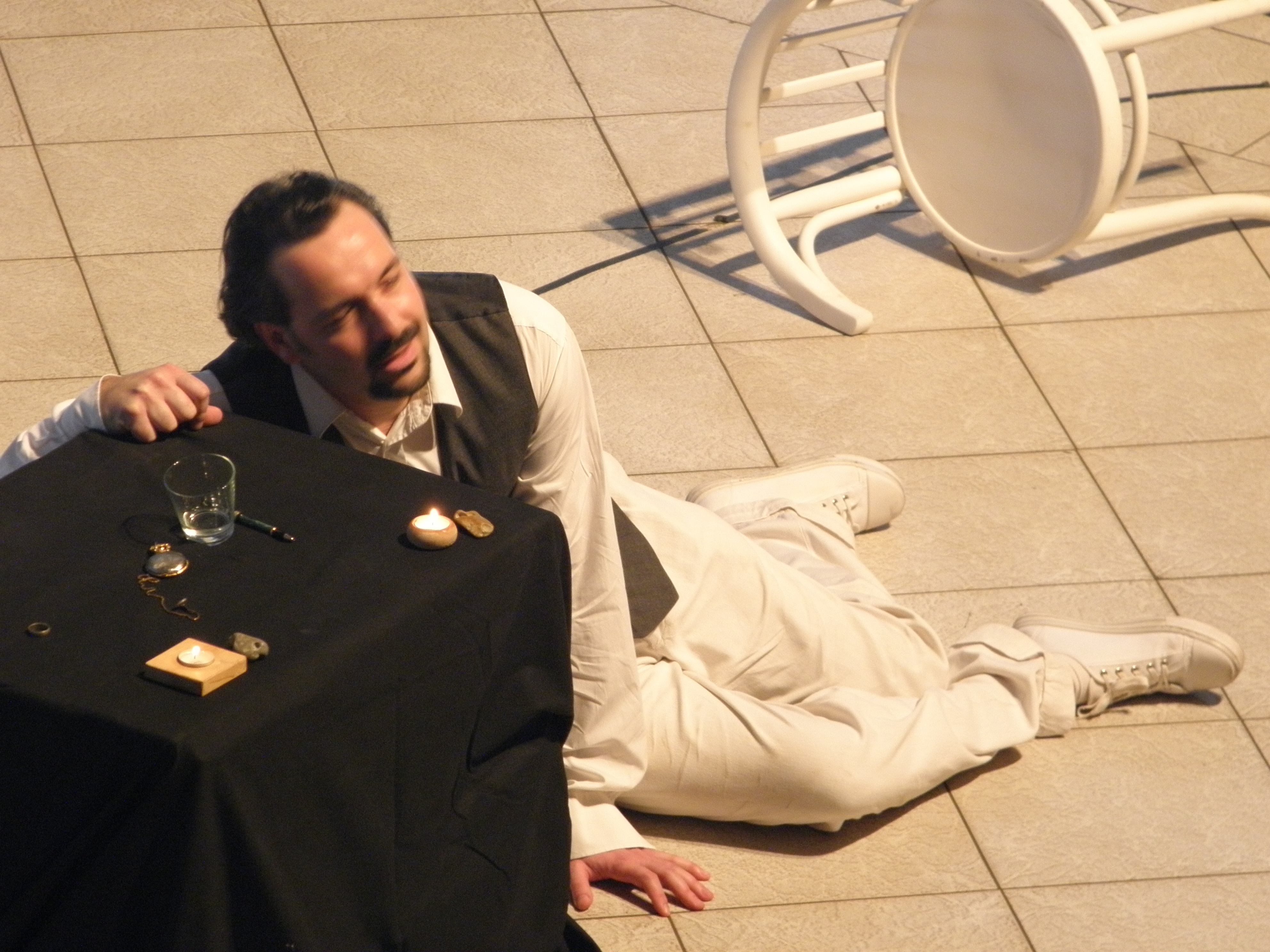